# Bue P. Peitersen
Bue P. Peitersen (født 13. januar 1976 i Lyngby) er en dansk digter, der debuterede med digtsamlingen Jeg er så lyserød men jeg er også Gud.
Han er uddannet cand.mag. i dansk fra Københavns Universitet.

## Inspiration
Bue P. Peitersen finder inspiration hos følgende forfatterskaber: Dan Turéll, Per Højholt, Peter Laugesen, Klaus Høeck.[kilde mangler]

## Priser
- Bukdahls Bet - Den Smalle Litteraturpris, 2013[3]